# قلعة سلطانية
قلعة سلطانية (بالفارسية: تپه قلعه سلطانیه) هي قلعة تاريخية تعود إلى عصر ألفية 1 ق.م، وتقع في سلطانية.